# Alcyonium profundum
Alcyonium profundum är en korallart som beskrevs av Stokvis och van Ofwegen 2007. Alcyonium profundum ingår i släktet Alcyonium och familjen läderkoraller. Inga underarter finns listade i Catalogue of Life.